# カイオ・ドゥイリオ (駆逐艦)
カイオ・ドゥイリオ（イタリア語: Caio Duilio, D 554）は、イタリア海軍の駆逐艦。ホライズン計画におけるイタリア採用版であるアンドレア・ドーリア級駆逐艦の2番艦。艦名は共和政ローマ期の政治家であったガイウス・ドゥイリウスに由来し、初代であるカイオ・ドゥイリオ級戦艦のネームシップであるカイオ・ドゥイリオから数えて4隻目である。

## 艦歴
「カイオ・ドゥイリオ」は、フィンカンティエリリヴァ・トリゴソ造船所で2003年9月に起工し、2007年10月23日に進水、2009年4月3日に海軍に引き渡される。
進水後はラ・スペツィアに所在するムッジャーノ造船所（Muggiano）に移され最終工程を手がける。2008年2月12日から海上公試を開始し、その後2009年4月3日に海軍に納入され、システム、管制および通信機能の継続試験を実施中であり、2010年を目処に完全作戦能力が付与される予定。